# Aenigmatomyces ampullisporus
Aenigmatomyces ampullisporus är en svampart som beskrevs av R.F. Castañeda & W.B. Kendr. 1994. Aenigmatomyces ampullisporus ingår i släktet Aenigmatomyces, klassen Dothideomycetes, divisionen sporsäcksvampar och riket svampar.   Inga underarter finns listade i Catalogue of Life.